# Associazione Sportiva Cosenza 1961-1962
Questa pagina raccoglie le informazioni riguardanti l'Associazione Sportiva Cosenza nelle competizioni ufficiali della stagione 1961-1962.

## Rosa
| N. |                   | Ruolo | Calciatore         |
| -- | ----------------- | ----- | ------------------ |
|    | Italia (bandiera) | P     | Bruno Amati        |
|    | Italia (bandiera) | C     | Elio Ardit         |
|    | Italia (bandiera) | C     | Giancarlo Beltrami |
|    | Italia (bandiera) | A     | Manlio Compagno    |
|    | Italia (bandiera) | A     | Virginio Costa     |
|    | Italia (bandiera) | C     | Giovanni Costariol |
|    | Italia (bandiera) | C     | Mario Dalla Pietra |
|    | Italia (bandiera) | C     | Sergio Danelon     |
|    | Italia (bandiera) | D     | Visconti Follador  |
|    | Italia (bandiera) | D     | Luciano Federici   |
|    | Italia (bandiera) | D     | Paolo Gatti        |
|    | Italia (bandiera) | C     | Giustino Ippolito  |

| N. |                   | Ruolo | Calciatore      |
| -- | ----------------- | ----- | --------------- |
|    | Italia (bandiera) | A     | Agide Lenzi     |
|    | Italia (bandiera) | C     | Oriello Lugli   |
|    | Italia (bandiera) | A     | Nicola Novali   |
|    | Italia (bandiera) | D     | Edoardo Orlando |
|    | Italia (bandiera) | D     | Pierluigi Pagni |
|    | Italia (bandiera) | A     | Roberto Palma   |
|    | Italia (bandiera) | A     | Corrado Perli   |
|    | Italia (bandiera) | P     | Enzo Sartori    |
|    | Italia (bandiera) | A     | Carmine Tascone |
|    | Italia (bandiera) | A     | V. Tascone      |
|    | Italia (bandiera) | D     | Giorgio Trocini |

## Risultati

### Serie B

#### Girone di andata
| 3 settembre 1961 1ª giornata | Cosenza | 2 – 2 | Lazio |  |

| 10 settembre 1961 2ª giornata | Reggiana | 1 – 0 | Cosenza |  |

| 17 settembre 1961 3ª giornata | Verona | 3 – 0 | Cosenza |  |

| 24 settembre 1961 4ª giornata | Cosenza | 1 – 0 | Bari |  |

| 1º ottobre 1961 5ª giornata | Cosenza | 0 – 0 | Catanzaro |  |

| 8 ottobre 1961 6ª giornata | Messina | 3 – 0 | Cosenza |  |

| 22 ottobre 1961 7ª giornata | Novara | 3 – 1 | Cosenza |  |

| 29 ottobre 1961 8ª giornata | Cosenza | 1 – 0 | Sambenedettese |  |

| 5 novembre 1961 9ª giornata | Cosenza | 1 – 1 | Prato |  |

| 19 novembre 1961 10ª giornata | Parma | 2 – 0 | Cosenza |  |

| 26 novembre 1961 11ª giornata | Simmenthal-Monza | 0 – 0 | Cosenza |  |

| 3 dicembre 1961 12ª giornata | Cosenza | 3 – 0 | Como |  |

| 10 dicembre 1961 13ª giornata | Cosenza | 1 – 0 | Alessandria |  |

| 17 dicembre 1961 14ª giornata | Lucchese | 3 – 0 | Cosenza |  |

| 24 dicembre 1961 15ª giornata | Genoa | 2 – 0 | Cosenza |  |

| 9 dicembre 1951 16ª giornata | Cosenza | 1 – 1 | Napoli |  |

| 7 gennaio 1962 17ª giornata | Cosenza | 0 – 2 | Modena |  |

| 22 ottobre 1978 18ª giornata | Cosenza | 0 – 0 | Brescia |  |

| 21 gennaio 1962 19ª giornata | Pro Patria | 0 – 0 | Cosenza |  |

#### Girone di ritorno
| 28 gennaio 1962 20ª giornata | Lazio | 3 – 0 | Cosenza |  |

| 4 febbraio 1962 21ª giornata | Cosenza | 0 – 1 | Reggiana |  |

| 11 febbraio 1962 22ª giornata | Cosenza | 0 – 1 | Verona |  |

| 18 febbraio 1962 23ª giornata | Bari | 2 – 0 | Cosenza |  |

| 25 febbraio 1962 24ª giornata | Catanzaro | 1 – 1 | Cosenza |  |

| 4 marzo 1962 25ª giornata | Cosenza | 1 – 0 | Messina |  |

| 11 marzo 1962 26ª giornata | Cosenza | 1 – 0 | Novara |  |

| 18 marzo 1962 27ª giornata | Sambenedettese | 2 – 1 | Cosenza |  |

| 25 marzo 1962 28ª giornata | Prato | 1 – 1 | Cosenza |  |

| 1º aprile 1962 29ª giornata | Cosenza | 1 – 0 | Parma |  |

| 8 aprile 1962 30ª giornata | Cosenza | 3 – 1 | Simmenthal-Monza |  |

| 15 aprile 1962 31ª giornata | Como | 2 – 1 | Cosenza |  |

| 22 aprile 1962 32ª giornata | Alessandria | 3 – 0 | Cosenza |  |

| 29 aprile 1962 33ª giornata | Cosenza | 2 – 1 | Lucchese |  |

| 6 maggio 1962 34ª giornata | Cosenza | 1 – 0 | Genoa |  |

| 13 maggio 1962 35ª giornata | Napoli | 1 – 1 | Cosenza |  |

| 20 maggio 1962 36ª giornata | Modena | 2 – 1 | Cosenza |  |

| 27 maggio 1962 37ª giornata | Brescia | 1 – 1 | Cosenza |  |

| 3 giugno 1962 38ª giornata | Cosenza | 2 – 1 | Pro Patria |  |

## Statistiche

### Statistiche di squadra
| Competizione | Punti | In casa | In casa | In casa | In casa | In casa | In casa | In trasferta | In trasferta | In trasferta | In trasferta | In trasferta | In trasferta | Totale | Totale | Totale | Totale | Totale | Totale | DR  |
| Competizione | Punti | G       | V       | N       | P       | Gf      | Gs      | G            | V            | N            | P            | Gf           | Gs           | G      | V      | N      | P      | Gf     | Gs     | DR  |
| ------------ | ----- | ------- | ------- | ------- | ------- | ------- | ------- | ------------ | ------------ | ------------ | ------------ | ------------ | ------------ | ------ | ------ | ------ | ------ | ------ | ------ | --- |
| Serie B      | 33    | 19      | 11      | 5       | 3       | 21      | 11      | 19           | 0            | 6            | 13           | 8            | 35           | 38     | 11     | 11     | 16     | 29     | 46     | -17 |
| Coppa Italia |       | -       | -       | -       | -       | -       | -       | 1            | 0            | 0            | 1            | 1            | 2            | 1      | 0      | 0      | 1      | 1      | 2      | -1  |
| Totale       |       | 19      | 11      | 5       | 3       | 21      | 11      | 20           | 0            | 6            | 14           | 9            | 37           | 39     | 11     | 11     | 17     | 30     | 48     | -18 |

### Statistiche dei giocatori
| Giocatore       | Serie B  | Serie B | Coppa Italia | Coppa Italia | Totale   | Totale |
| Giocatore       | Presenze | Reti    | Presenze     | Reti         | Presenze | Reti   |
| --------------- | -------- | ------- | ------------ | ------------ | -------- | ------ |
| B. Amati        | 34       | -38     | 1            | -1           | 35       | -39    |
| E. Ardit        | 26       | 2       | 1            | 0            | 27       | 2      |
| G. Beltrami     | 28       | 2       | 1            | 0            | 29       | 2      |
| M. Compagno     | 24       | 3       | -            | -            | 24       | 3      |
| V. Costa        | 22       | 4       | 1            | 1            | 23       | 5      |
| G. Costariol    | 6        | 0       | -            | -            | 6        | 0      |
| M. Dalla Pietra | 19       | 1       | -            | -            | 19       | 1      |
| S. Danelon      | 9        | 0       | 1            | 0            | 10       | 0      |
| V. Follador     | 26       | 0       | 1            | 0            | 27       | 0      |
| L. Federici     | 33       | 0       | 1            | 0            | 34       | 0      |
| P. Gatti        | 3        | 0       | -            | -            | 3        | 0      |
| G. Ippolito     | 20       | 0       | 1            | 0            | 21       | 0      |
| A. Lenzi        | 24       | 8       | 1            | 0            | 25       | 8      |
| O. Lugli        | 17       | 0       | 1            | 0            | 18       | 0      |
| N. Novali       | 22       | 3       | -            | -            | 22       | 3      |
| E. Orlando      | 35       | 0       | 1            | 0            | 36       | 0      |
| P. Pagni        | 29       | 1       | -            | -            | 29       | 1      |
| R. Palma        | 8        | 2       | -            | -            | 8        | 2      |
| C. Perli        | 18       | 2       | 1            | 0            | 19       | 2      |
| E. Sartori      | 4        | -6      | 1            | -1           | 5        | -7     |
| C. Tascone      | 8        | 0       | -            | -            | 8        | 0      |
| V. Tascone      | 2        | 0       | -            | -            | 2        | 0      |
| G. Trocini      | 1        | 0       | -            | -            | 1        | 0      |